# Paris (autor)
Paris se poate referi la următorii autori care au denumit cel puțin o specie:
- Cathy A. Paris
- Jean Édouard Gabriel Narcisse Paris

|  | Această pagină conține autori ce au denumit cel puțin o specie, identificați după același nume de familie sau abreviere de autor. Dacă ați ajuns aici urmând o legătură internă care ar fi trebuit să se refere la o anumită persoană, puteți să corectați acea legătură adăugând prenumele în aceasta. |